# Стара Сърбия (1919 – 1927)
Вижте пояснителната страница за други значения на Стара Сърбия.
„Стара Сърбия“ (на сръбски: „Стара Србија“) е сръбски всекидневен сутрешен вестник, излизал на кирилица в Скопие, Сърбо-хърватско-словенското кралство, от 1919 до 1927 година.
От брой 189 (1921) има подзаглавие Независим политически лист (Независан политички лист). Вестникът се печата в едноименната печатница „Стара Сърбия“. Собственик и отговорен редактор е старият сърбомански деец Алекса Гърданович. От брой 277 (1927) собственик е Милан Дж. Илич, от брой 312 (1919) отговорен редактор е Бошко Божович, а от брой 277 (1927) отговорен редактор е отново Милан Дж. Илич. Наследник е на солунския вестник „Велика Сърбия“. Излиза и под заглавието „Наша Стара Сърбия“ (Наша стара Србија).